# Río Mucajaí
El río Mucajaí es un río brasileño en el estado de Roraima, un afluente del río Branco, que cubre una cuenca de 21.602 km². Presta su nombre al municipio homónimo, cuya cabecera se encuentra a orillas del río. Su mayor afluente es el río Apiaú.
Está atravesado por dos puentes de carretera:
- Puente sobre el río Mucajaí (BR-174)
- Puente sobre el río Mucajaí (RR-325)